# Pholcomma yunnanense
Pholcomma yunnanense är en spindelart som beskrevs av Song och Zhu 1994. Pholcomma yunnanense ingår i släktet Pholcomma och familjen klotspindlar. Inga underarter finns listade i Catalogue of Life.